# Трансформація НАТО
Трансформація НАТО (англ. NATO transformation) — процес змін у політичній, військовій та організаційній сферах Організації Північноатлантичного договору.
На сьогодні трансформація охопила майже всю структурну і військову, а також частково політичну сфери Альянсу. Найбільшого успіху країни-учасниці Північноатлантичного альянсу досягли в процесі трансформації військової сфери, зокрема у сфері повітряних перевезень. Так, міністри оборони країн-членів НАТО підписали Меморандум про взаєморозуміння, згідно з яким проект стратегічних повітряних перевезень повинен забезпечити оперативну спроможність повітряного перевезення вантажів великих розмірів. У 2006 році на Ризькому саміті глави держав та голів урядів Альянсу прийняли одностайне рішення про створення консорціуму, який би координував підтримку ресурсів авіаперевезень.
Також країни-члени НАТО продовжують працювати над розвитком спеціальної «Мережі НАТО із забезпечення здатності обміну інформацією», даними та розвідданими із гарантуванням їх надійності, захисту, таємності та вчасності в інтересах операцій Альянсу.
Найменшого успіху лідери країн-членів НАТО досягли у політичній трансформації, яка передусім стосується перезавантаження та перерозподілу керівних органів та посад Альянсу, зокрема стосується обмеження повноважень країн Північної Америки у справах країн Європи.

## Історія

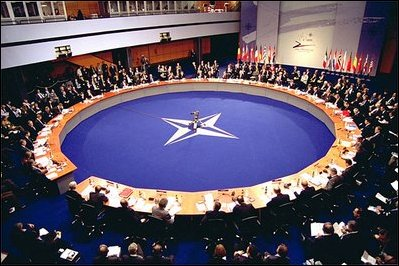
Саміт НАТО у Празі (2002)

Початком трансформаційних змін в системі Альянсу вважається 2002-й рік, коли на Празькому саміті НАТО були прийняті рішення, про які вперше заговорив 10-й Генеральний секретар НАТО Джордж Робертсон. Ці зміни, передусім, стосувалися впровадження комплексу завдань із вдосконалення потенціалів, створення сил реагування та істотних структурних перетворень у системі Північноатлантичного альянсу. Пізніше вони увійшли до «Празької програми трансформації».
«Празька програма трансформації» містить близько 400 різного роду політичних зобов'язань щодо вдосконалення потенціалів системи Організації Північноатлантичного договору. Ці зобов'язання взяли на себе окремі країни-учасниці Альянсу, які поставили за мету підвищення бойової ефективності військового потенціалу у галузі стратегічних повітряних та морських перевезень, дозаправлення у повітрі, здатність до швидкого розгортання, розвиток підрозділів бойової підтримки та тилового забезпечення.

## Військова трансформація

### Сили реагування НАТО
Концепція сил реагування НАТО передбачала створення високотехнічно оснащених та гнучких підрозділів, які були б здатні виконувати операції та місії з усього спектра завдань Альянсу.
Сьогодні сили реагування НАТО складаються з сухопутних, військово-повітряних, військово-морських та сил спеціального призначення. Війська, які перебувають у підвищеному стані готовності, складаються з національних елементів та здійснюють ротацію кожні шість місяців після проходження відповідної підготовки та сертифікації.
У 2004 році на Стамбульському саміті НАТО було визначено 3 причини, за якими можуть бути задіяні сили реагування НАТО:
- як єдині самостійні сили реагування для виконання операцій в межах 5-ї статті Північноатлантичного договору про колективну оборону[9], або поза межами дії цієї статті для врегулювання криз і проведення таких операцій, як евакуація, подолання наслідків криз (включаючи випадки застосування хімічних, біологічних, радіологічних та ядерних речовин), а також надання підтримки при подоланні гуманітарних криз або під час проведення антитерористичних операцій;
- як сили, що першими прибувають до регіону та забезпечують розгортання наступних більших контингентів;
- для демонстрації рішучості і солідарності членів Альянсу щодо стримування криз (операції швидкого реагування для підтримки дипломатичних зусиль, за необхідності)[10].

Після завершення у червні 2006 року навчань «Steadfast Jaguar» (укр. Стійкий ягуар), до яких були залучені сухопутні, морські і повітряні сили, лідерами Альянсу на Ризькому саміті НАТО року було оголошено про те, що сили реагування НАТО досягли рівня цілковитої оперативної спроможності.

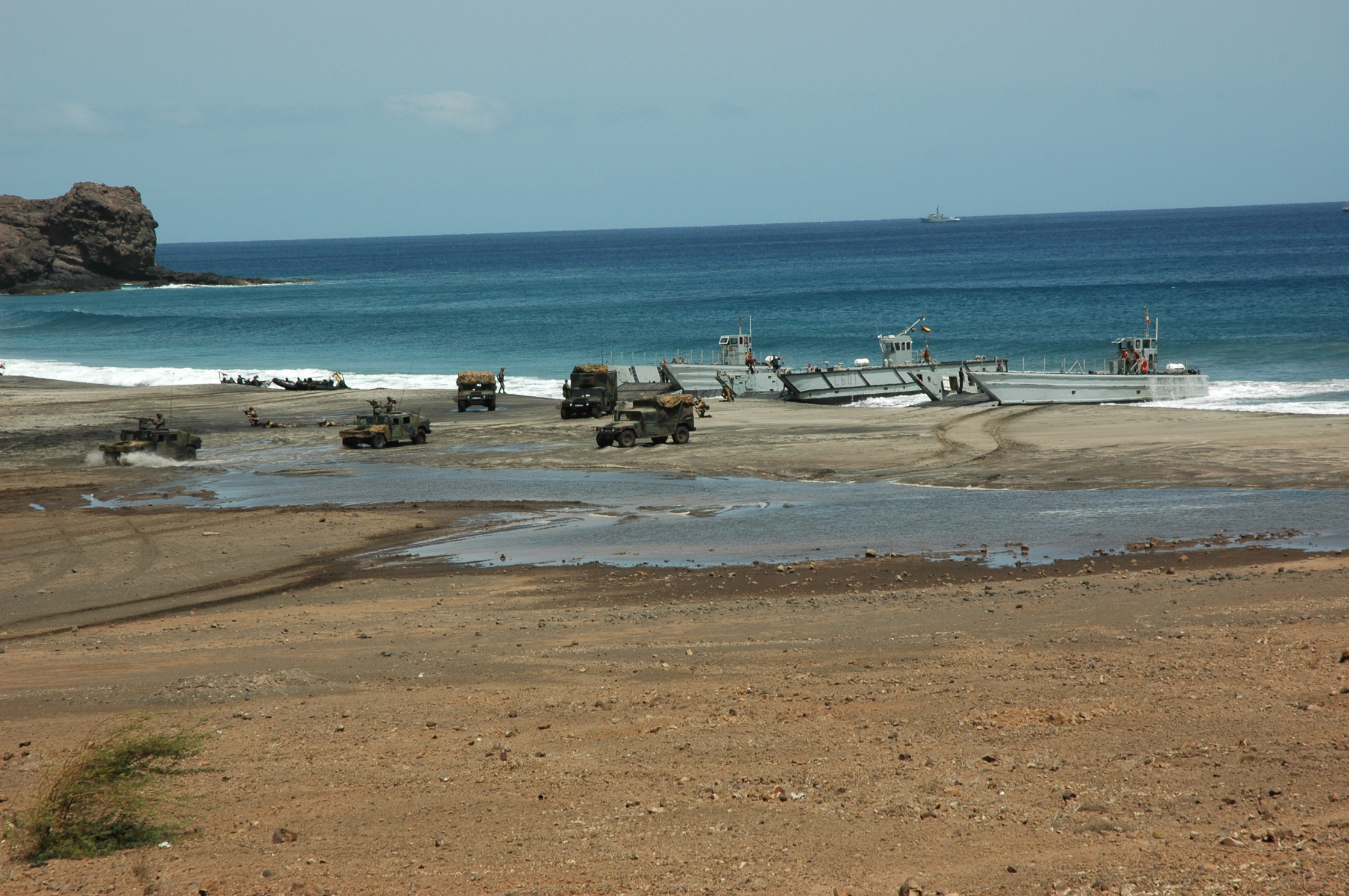
Навчання сил реагування НАТО «Steadfast Jaguar» (2006)

Сили реагування НАТО відіграють провідну роль у реагуванні Альянсу на кризи, стимулюють трансформацію та оперативну сумісність і поліпшують загальну якість підготовки збройних сил. Вони діють як сили первинного силового розгортання з подальшим залученням більш чисельних сил нарощування. Налічують до 25 тисяч військовослужбовців і готові почати розгортання через п'ять діб після надходження відповідних розпоряджень та забезпечують свою участь в операції протягом ЗО діб або довше за умови надходження додаткових постачань.

### Корпуси швидкого розгортання
Повністю реформована також структура сил НАТО, в рамках якої було створено й сертифіковано шість корпусів швидкого розгортання (NATO Rapid Deployable Corps), які є основою сухопутного компонента Сил реагування НАТО:
- Корпус швидкого розгортання Командування ОЗС НАТО в Європі (Allied Rapid Reaction Corps), розташований у місті Реїндален (Німеччина), на чолі з Великою Британією як провідною країною, що забезпечує близько 60 % особового складу штабних елементів та надає корпусу дві дивізії поряд з бойовими службами та службами забезпечення;
- Корпус швидкого розгортання Німеччина-Нідерланди на базі штабу Першого німецько-голландського корпусу (Мюнстер, Німеччина);
- Корпус швидкого розгортання Італії на базі штабу Корпусу швидкого реагування Італії (Сольб'яте-Олона);
- Корпусу швидкого розгортання Іспанії на базі штабу Іспанського корпусу (Валенсія);
- Корпусу швидкого розгортання Туреччини на базі штабу Третього турецького корпусу (поблизу Стамбула);
- Єврокорпус (Страсбург, Франція), що має бельгійські, французькі, німецькі, люксембурзькі та іспанські складові. Єврокорпус наділено іншим міжнародним військовим статусом, тому було підписано технічну угоду з Командуванням ОЗС НАТО з питань операцій з метою участі цього підрозділу у спільних операціях з НАТО.

Усі структури забезпечують шестимісячні ротації сухопутного компоненту командування Сил реагування НАТО.
Повітряний компонент сил реагуванн підпорядковується командуванням повітряних компонентів третього (тактичного) рівня, розподіляючи чергування між Рамштайном (Німеччина) та Ізміром (Туреччина). Командування сухопутним компонентом сил реагування розподіляється між шістьма штабними елементами сухопутного компоненту Сил високої готовності НАТО та їх морського компоненту через три штабні елементи морського компоненту Сил високої готовності НАТО.

## Організаційна трансформація
Організаційна (або структурна) трансформація є головною складовою «Празької програми трансформації». Нова структура командування базується на функціональному перерозподілі. На стратегічному рівні знаходяться два командування. Командування ОЗС НАТО з питань операцій очолює Верховний головнокомандувач ОЗС НАТО в Європі та відповідає за проведення усіх можливих операцій Альянсу. Командування ОЗС НАТО з питань трансформації очолює Верховний головнокомандувач ОЗС НАТО з питань трансформації та несе відповідальність за питання, що пов'язані з поточним процесом трансформації Альянсу, а також над спроможностями Альянсу, зокрема у питаннях підготовки та розробки концепцій і доктрин.
Обидва командування очолюються Верховними головнокомандувачами, які виконують подвійні функції. Так, наприклад, Верховний головнокомандувач ОЗС НАТО в Європі водночас очолює Командування збройних сил США в Європі.
Командування ОЗС НАТО з питань операцій розташовано у штабі Верховного головнокомандувача ОЗС НАТО в Європі. Оперативний рівень командування включає постійні командування ОЗС НАТО, що розташовані у Брюнсумі (Нідерланди), Неаполі (Італія), а також менш функціонального постійного штабу, розташованого у Лісабоні (Португалія). Перші два командування здатні проводити операції з місць їх постійного розташування або забезпечувати розгортання штабу багатонаціональних оперативно-тактичних сил (БООТС). Об'єднаний штаб НАТО у Лісабоні може використовувати можливості штабу БООТС морського базування. Командування ОЗС НАТО у Брунссумі забезпечує штабними елементами (за винятком морського компоненту) МССБ в Афганістані, а Командування ОЗС НАТО у Неаполі — штабними елементами для проведення операції НАТО на Балканах.
Тактичний рівень складається з шести видових командувань ОЗС НАТО, які забезпечують відповідну підтримку операцій штабними елементами на суші, морі та у повітрі. До складу Командування ОЗС НАТО у Брюнсумі входить командування повітряним компонентом (Рамштайн, Німеччина), морським компонентом (Нортвуд, Велика Британія) та сухопутним компонентом (Гейдельберг, Німеччина). Командуванню ОЗС НАТО у Неаполі відповідно підпорядковані повітряний компонент (Ізмір, Туреччина), морський компонент (Неаполь, Італія) та сухопутний компонент (Мадрид, Іспанія).

### Командування ОЗС НАТО з питань трансформації

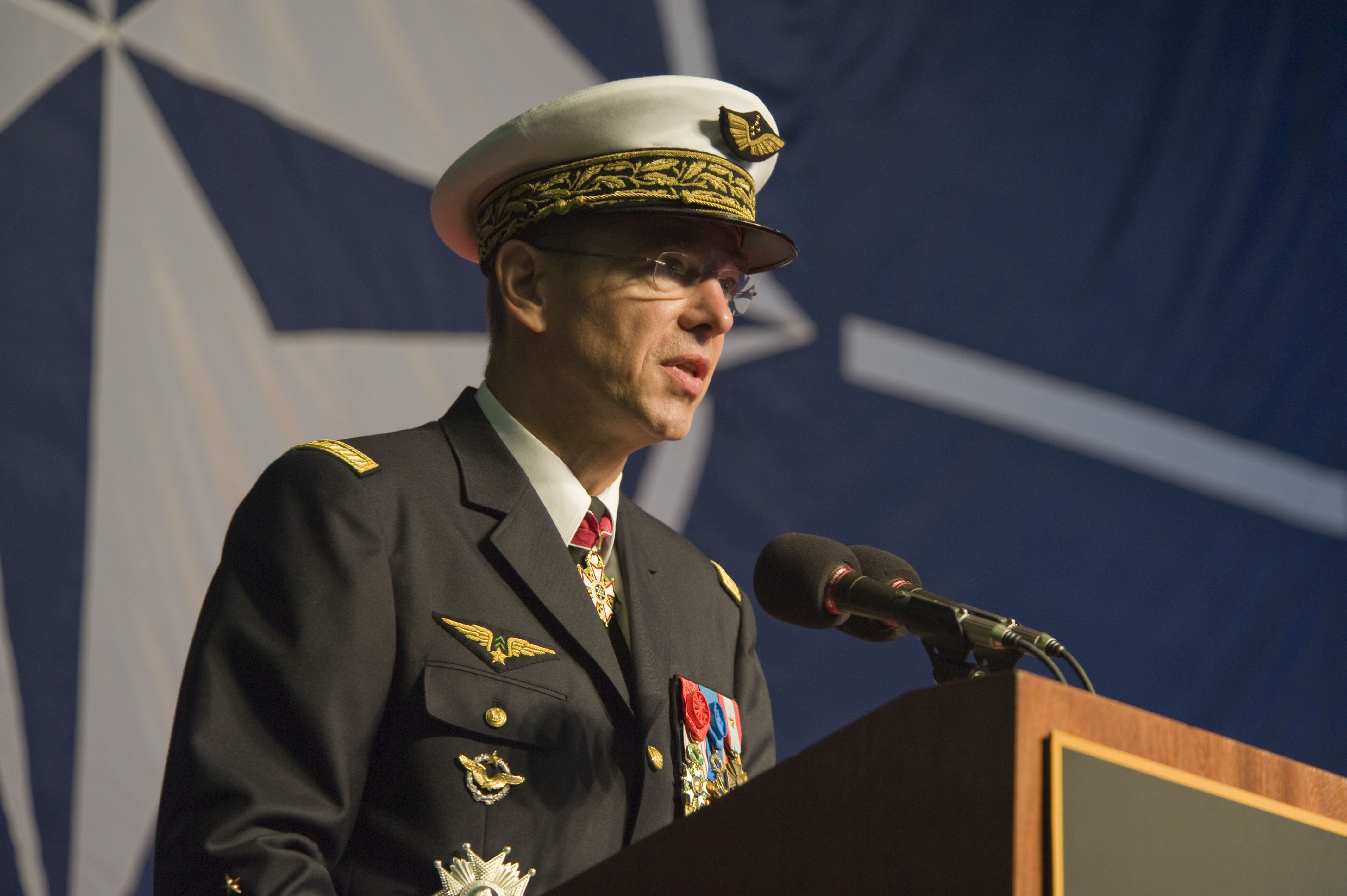
Стефан Абріаль — дійсний Верховний головнокомандувач ОЗС НАТО з питань трансформації

Командування ОЗС НАТО з питань трансформації є головним у питаннях здійснення процедур трансформації військової структури, сил, можливостей та доктрин НАТО. До обов'язків Командування входить вдосконаленням тренувальних процедур, здійснення експериментів з метою оцінки нових концепцій та сприяння підвищенню рівня взаємосумісності структур Альянсу.
Командування ОЗС НАТО з питань трансформації має низку структур, що розташовані за межами Норфолку: штабні елементи в Монсі (Бельгія), що відповідають за питання оборонного планування та управління ресурсами, Об'єднаний центр ведення бойових дій (Ставангер, Норвегія), Об'єднаний центр підготовки сил у (Бидгощ, Польща), Об'єднаний центр аналізу та вивчення досвіду (Монсанто, Португалія), Центр підводних досліджень (Ла Спеція, Італія), Центр НАТО з підготовки та проведення морських операцій перехоплення (Сауда Бей, Греція).

## Політична трансформація
На думку європейських лідерів країн-членів НАТО важливою складовою перетворень Альянсу є забезпечення внутрішнього балансу між Північною Америкою і Європою. Про те, що Альянс перебуває під занадто сильним впливом США говорив ще у 1960-х роках ХХ століття Президент Франції генерал Шарль де Голль, який не погоджувався з тим, що керівництво Альянсом переходить від Сполучених Штатів до Великої Британії. Як наслідок, Франція на більше ніж 40 років покинула Альянс.
Початком трансформаційних змін у політичній сфері стало прийняття Мюнхенської програми, яка була ініційована канцлером Німеччини Герхардом Шредером. У 2005 році канцлер Німеччини Герхард Шредер на Мюнхенській конференції з питань європейської політики безпеки звернув увагу на брак стратегічного мислення в межах НАТО й тим самим започаткував діалог, який, на його думку, був необхідним для відновлення трансатлантичних відносин. За його словами:
|  | НАТО вже не є головним місцем, де трансатлантичні партнери обговорюють і координують свою стратегію. |

Герхард Шредер запропонував створити спеціальну робочу групу, яка повинна допомогти у пошуку можливостей уникати у майбутньому криз, подібних до іракської, в якій була неодностайність серед країн-членів Альянсу.
У листопаді 2006 року на Ризькому саміті була прийнята комплексна політична директива, яка визначає політичну спрямованість трансформації Організації на 10-15 років.
Для виконання повного спектра завдань у Комплексній політичній директиві окреслені операції, які Альянс повинен бути спроможним розпочати і підтримувати. Це можуть бути узгоджені головні об'єднані операції та менші операції для підтримання колективної безпеки і відповіді на кризові ситуації як на, так і поза територією Альянсу, на її периферії і на стратегічній відстані.